# 親職教養

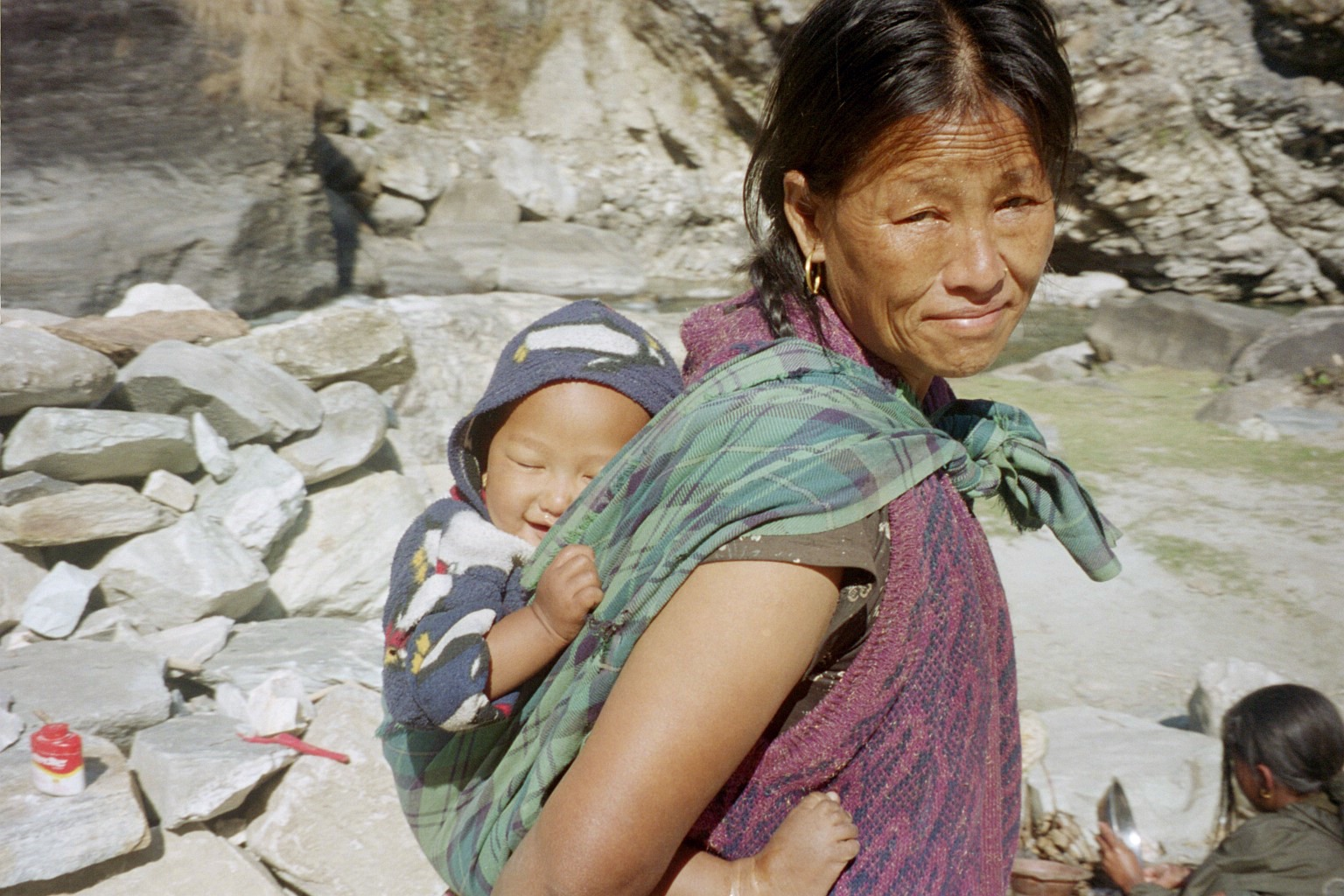
尼泊尔女性將小孩背在背上

親職教養（parenting）也稱為養育或育兒，是指促進及支持兒童的體適能、情绪、社會及智力的發展，從嬰兒期間一直拓展到成人。教養也就是將一個兒童培養成長成成人的過程。
很多人直觀上認為自己受父母教養的影響，也常把自己行為中好的一面給歸功於父母正確的教養，像是胡適就曾說「如果我學得了一絲一毫好脾氣，如果我學得了一點點待人接物的和氣，如果我能寬恕人，體諒人──我都得感謝我的慈母。」近期也有研究指出家長能在子女人格特質之外，獨立地對子女造成長期的影響。
雖然研究並不認為一個人的將來完全是教養所致，像是很多對人格特質的研究都指出遺傳的影響，研究也指出在人格特質方面，養子女跟自己的親生父母而非養父母比較類似，分開扶養的同卵雙胞胎，其人格特質還是比一起長大的普通兄弟姊妹更類似；然而父母的教養方式，對子女的將來，無庸置疑地有重要的影響，研究支持教養會對子女的未來，造成強烈的影響，尤其負面的經驗更會對子女的發展造成影響。盡管茱蒂·哈里斯出版的《教養的迷思》一書認為，父母教養對子女發展沒有太大的影響，但一般學界的共識認為，先天與後天的因素，都對心理發展有影響，且在後天因素中，父母教養的影響是不容否認的。研究一般認為，不論其他先天與後天的因素，教養本身對子女將來的成就有20%至50%的影響。不論親生父母或領養父母，其教養對子女將來的福祉都有影響，雖然不同狀況的養子女，會因其先天因素之故，而出現不同的侵略性和心理健康狀況，但養父母對養子女展現愛與關懷，會減少養子女的未來和福祉出現負面結果的可能。養子女的身心狀況會受收養前的因素影響，但養父母對養子女展現特別多的愛與溫暖，對養子女的心理健康發展有正面幫助。對羅馬尼亞後共產時代孤兒的研究也顯示（共產黨統治時代，因為770法令之故，羅馬尼亞出生率大增，但也因此產生大量棄嬰被送到孤兒院），盡管相對於未曾被送進孤兒院的兒童，被送交領養的兒童各方面的發展依舊較慢，但被送交領養的孤兒，其語言、智商與社會情緒方面都出現改進，他們能出現安全依附，且情緒表達能力也有所進步。
國家、環境及家庭都會影響到一個人由幼小到成人所接受到的教養及薰陶。因此，不同的時代、國家、社會文化、風俗民情、社區環境，及主要教養者本身的教育水平、道德觀念、社經地位、身心健康程度、心理狀態、眼界、層次、價值觀及周圍的人脈圈，以及其擁有的資源，甚至主要教養者內心的偏好、喜惡愛憎或教養動機、教導意願等，都會造成其提供的教養方式和教養內容的差異。
中文語境中也有許多論及教養影響的說法，如「孟母三遷」的故事；此外，傳統的幼學啟蒙教材《三字經》中也有「養不教，父之過，教不嚴，師之惰」的說法；而北齊顏之推的《顏氏家訓》中，亦有論及教養的內容；不過所有的家長都有自己的教養方式，根據金貝立·科普科 （页面存档备份，存于）（Kimberly Kopko）的定義，教養方式可以「由兩個層面來定義：控制與溫暖。控制指的是家長對子女行為的管理程度；而溫暖指的是家長對子女行為的接受和回應程度。」
教養過程中，最常見的照顧者是兒童血緣上的父母，不過像年紀最大的哥哥或姊姊、祖父母或外祖父母、法定監護人、家中其他的親戚或是友人也可能擔任照顧者。政府及社會在教養過程也有一定程度的參與。許多情形下，孤兒或是被領養的小孩其養育者是會沒有血緣關係的人。也有些情形下，小孩會在寄養在其他家庭中，或是在育幼院長大。
教養既會隨個人、環境、文化及時代而不同，若能給予子女好的教養的父母就會稱為是「好的父母」。英國的兒科医生和精神分析学家唐纳德·威尼科特描述了一種「好的教養方式」，是可以讓兒童健康發展的最低要求。唐纳德·威尼科特提到：「好的媽媽在嬰兒出生時幾乎適應且滿足嬰兒所有的要求，隨著兒童的成長，她會隨著兒童的成長及能力的提昇，她適應及滿足兒童需求的部份越來越少，讓兒童有機會面對及處理自身的挫折。」。有關哪些特質才算是「好的父母」的觀點會隨著文化而不同。而且研究發現父母的個人史，不論是不同情形下的依附程度以及個人的精神疾病史（特別是在有不良经历後的個人史），會顯著的影響其在教養過程中的敏感度，也會影響兒童後來的成長。

## 延伸阅读
[在维基数据编辑]
 《欽定古今圖書集成·明倫彙編·家範典·教子部》，出自陈梦雷《古今圖書集成》